# Kaltenborn
Ne doit pas être confondu avec Bendik Kaltenborn.
Kaltenborn est une municipalité allemande située dans le land de Rhénanie-Palatinat et l'arrondissement d'Ahrweiler.

## Source
- (de) Cet article est partiellement ou en totalité issu de l’article de Wikipédia en allemand intitulé « Kaltenborn » (voir la liste des auteurs).